# Woo Sang-kwon
Dans ce nom coréen, le nom de famille, Woo, précède le nom personnel.
Woo Sang-kwon (coréen : 우상권) (né le 2 février 1926 en Corée, et mort le 13 décembre 1975 à Séoul en Corée du Sud) est un joueur de football international sud-coréen, qui évoluait au poste d'attaquant, avant de devenir entraîneur.

## Biographie

### Carrière de joueur

#### Carrière en sélection
Avec l'équipe de Corée du Sud, il joue entre 1954 et 1964. Il figure notamment dans le groupe des sélectionnés lors de la coupe du monde de 1954. Lors du mondial, il dispute un match contre la Hongrie et un autre contre la Turquie.
Woo participe également à la coupe d'Asie des nations de 1956 et de 1960, ainsi qu'aux Jeux olympiques de 1964. Lors du tournoi olympique, il joue contre la Tchécoslovaquie et l'Égypte.

## Palmarès
Corée du Sud
- Coupe d'Asie des nations (2) :
  - Vainqueur : 1956 et 1960.